# Teaira McCowan
Teaira McCowan (ur. 28 września 1996 w Bryan) – amerykańska koszykarka występująca na pozycji środkowej, w okresie letnim zawodniczka Dallas Wings w WNBA.
8 maja 2022 została wytransferowana do Dallas Wings wraz z 7. wyborem draftu 2022 oraz pierwszej rundy draftu 2023 w zamian za inne wybory (4 i 6 2022, wybór I rundy draftu 2023 – od Chicago Sky).

## Osiągnięcia
Stan na 20 czerwca 2022, na podstawie, o ile nie zaznaczono inaczej.

### NCAA
- Wicemistrzyni NCAA (2017, 2018)
- Uczestniczka rozgrywek:
  - Elite 8 turnieju NCAA (2017–2019)
  - Sweet 16 turnieju NCAA (2016–2019)
- Mistrzyni:
  - turnieju konferencji Southeastern (SEC – 2019)
  - sezonu regularnego SEC (2018, 2019)
- Zawodniczka roku SEC (2019)
- Defensywna zawodniczka roku:
  - NCAA:
    - Naismith Defensive Player of the Year – 2018
    - WBCA Defensive Player of the Year – 2019[5]

  - SEC (2018, 2019)
- Most Outstanding Player (MOP=MVP) turnieju Kanas City Regional (2018)
- Laureatka:
  - Gillom Trophy (2019)
  - nagrody dla najlepszej rezerwowej SEC (2017)
- Zaliczona do:
  - I składu:
    - All-American (2018 przez ESPNW, WBCA, 2019 przez ESPNW, WBCA, Associated Press, kapitułę Woodena, USBWA)
    - turnieju NCAA All-Final Four (2018)
    - SEC (2018, 2019)
    - defensywnego SEC (2018, 2019)
    - najlepszych pierwszorocznych zawodniczek SEC (2016)
    - Oklahoma City All-Region (2017)
    - SEC Academic Honor Roll (2017)

  - III składu All-American (2018 przez Associated Press)
- Liderka:
  - NCAA w zbiórkach (2018)
  - wszech czasów turnieju NCAA w liczbie zbiórek (240)

### WNBA
- Zaliczona do I składu debiutantek WNBA (2019)

### Indywidualne
(* – nagrody przyznane przez portal eurobasket.com)
- MVP sezonu zasadniczego ligi tureckiej (2022)*[6]
- Najlepsza*:[6]
  - zawodniczka zagraniczna ligi tureckiej (2022)
  - środkowa ligi tureckiej (2022)
- Zaliczona do I składu*:[6]
  - ligi tureckiej (2022)
  - zawodniczek zagranicznych ligi tureckiej (2022)
- Liderka w zbiórkach ligi tureckiej (2022)[6]

### Reprezentacja
- Mistrzyni Ameryki U–18 (2014)[7]